# I LOVE YOU (2NE1の曲)
「I LOVE YOU」（アイ・ラブ・ユー）は、2NE1の3枚目のシングル。2012年9月19日にavex traxから発売された。

## 概要
前作「SCREAM」から約6ヶ月ぶりのシングル。表題曲は、韓国で発売されたデジタルシングル「I LOVE YOU」の日本語バージョン。韓国の演歌である「トロット」と「エレクトロニック」が混ざった2NE1ならではの新しい試みの曲。

## 収録曲
CD
1. I LOVE YOU
  - 「ボリューム エクスプレス マグナム キャット アイズ ウォータープルーフ マスカラ」キャンペーンソング
2. I LOVE YOU -INSTRUMENTAL-

DVD
1. I LOVE YOU -MUSIC CLIP-
2. I LOVE YOU -MAKING MOVIE-
3. THE VACATION in PHILIPPINES